# Bernadett Horváth
Bernadett Horváth (Budapest, 27 agosto 1996) è una cestista ungherese.

## Carriera
Con l'Ungheria ha disputato i Campionati europei del 2019.